# 112 (getal)
112 is het natuurlijk getal volgend op 111 en voorafgaand aan 113.

## In de wiskunde
Honderdentwaalf is
- een Harshadgetal
- de som van zes opeenvolgende priemgetallen (11 + 13 + 17 + 19 + 23 + 29)
- een zevenhoeksgetal

## Overig
Honderdentwaalf is ook:
- Het jaar 112 v.Chr. of het jaar 112
- Het scheikundig element met atoomnummer 112 is Copernicium (Cn)
- 1-1-2, het universele, Europese alarmnummer om de brandweer, politie of ambulancedienst te bereiken.